# Ragazzo fortunato
«Ragazzo fortunato» es una canción del cantautor italiano Jovanotti, publicado en 1992 como el cuarto sencillo del sexto álbum de estudio Lorenzo 1992 .
La canción tuvo cierto éxito en los Hit Parades a principios de 1993. Obtuvo el disco de oro certificado por la FIMI en Italia.
Jovanotti suele utilizarla como la canción de cierre de su vida. En 2020 el profesor de música Marco Chingari lo elige como himno de la quinta edición del programa Il Collegio.